# Бізертська ескадра

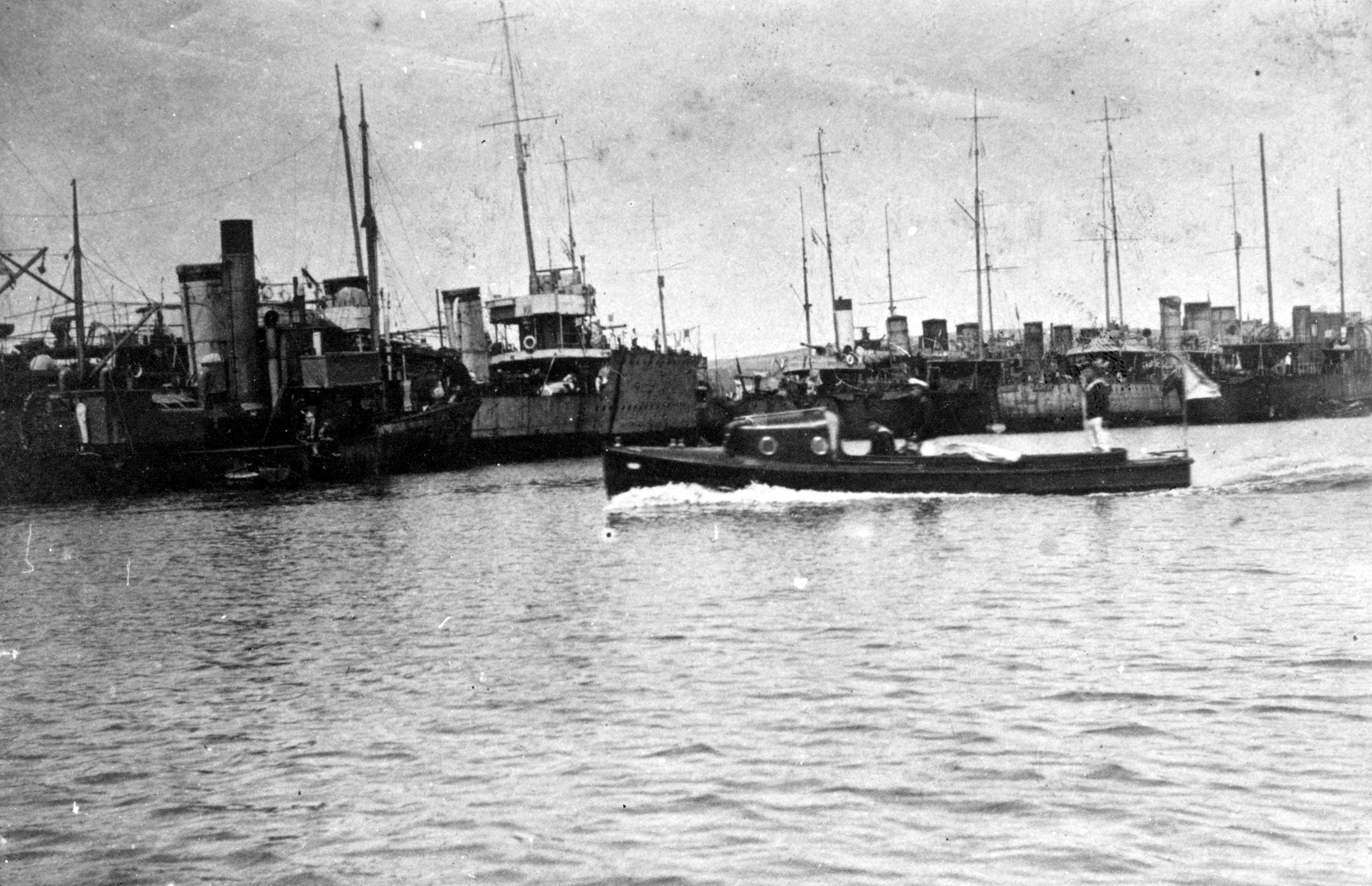
«Російська ескадра» в Бізерті. 1921 рік

Бізертська ескадра також відома як Російська ескадра в Тунісі — загін бойових кораблів і допоміжних суден, що у листопаді 1920 року брав участь в евакуації військ генерала Врангеля з Криму

## Передумови

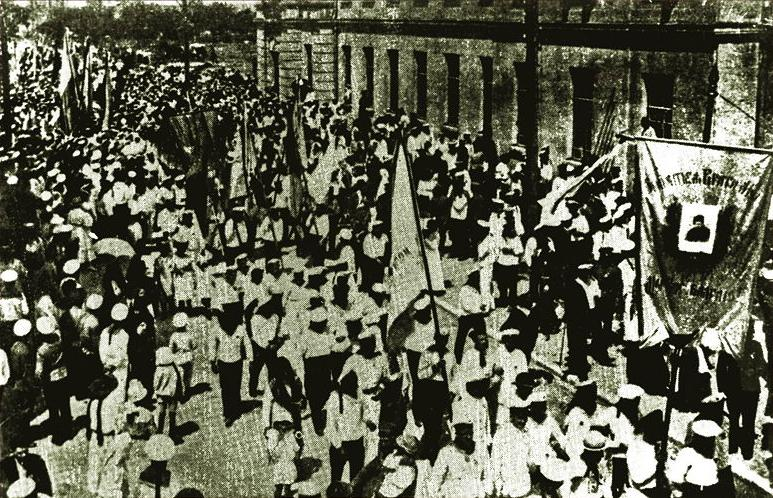
Демонстрація українських моряків флотського півекіпажу в Севастополі. 1917 рік

За часів  гетьмана України  Павла Скоропадського, протягом 1918 року, майже всі кораблі колишнього Імператорського Чорноморського Флоту підняли український прапор. Проте Український Чорноморський флот проіснував недовго.
В кінці 1918 року в Україні спалахнуло антигетьманське повстання, а до портів Чорного моря увійшли війська Антанти.
Командувач Українським флотом контр-адмірал В'ячеслав Клочковський намагався провести перемовини з союзниками, але британське та французьке командування віднеслось до флоту, як до власної здобичі. Більшу частину кораблів було передано Добровольчій армії, на яку зробила ставку Антанта у боротьбі з більшовиками, а решту кораблів представники Антанти вивели до своїх портів.
Якщо всі кораблі досить швидко були захоплені військами Антанти, то підводні човни Чорноморського флоту, що базувались в Одесі, до 1920 року ходили під українським Військово-Морським прапором.
Після Антанти до Криму прийшли війська Денікіна. Залишаючи Україну в квітні 1919 року, Антанта прихопила більшість кораблів Чорноморського флоту, перевівши їх у Константинополь. Після проголошення створення «Бази Російського Чорноморського Флоту», кораблі було повернуто до Севастополя, що знаходився під владою білогвардійських військ генерала Врангеля.

## Евакуація армії Врангеля з Криму

### Підготовка до евакуації Білої армії
З переміщення боротьби між більшовиками і білогвардійцями в Крим і призначення Головнокомандувачем Збройними силами Півдня Росії генерала Петра Врангеля, він віддав наказ підготувати план евакуації армії, флоту і державних установ з Криму до Константинополя на випадок поразки в битві за Крим. Секретним розпорядженням начальника штабу Головнокомандувача Збройними силами Півдня Росії від 4 квітня 1920 № 002430, на ім'я командувача флотом вимагалося, дотримуючись режиму повної секретності, в найкоротший термін підготувати відповідний тоннаж суден для перевезення, у разі необхідності, 60 тисяч осіб в Константинополь. Для цього пропонувалося розподілити кораблі і судна по передбачуваним портам посадки з розрахунком почати посадку на судна через чотири-п'ять днів після початку відходу військ з Чонгару і Перекопу. Розпорядженням передбачалося здійснити евакуацію 20 тисяч осіб з Ялти і Севастополя, 15 тисяч з Феодосії, 13 тисяч з Євпаторії і 12 тисяч з Керчі. Зі змінами ситуації на фронті змінювалися і вимоги за кількістю евакуйованих: 9 травня 1920 розпорядженням № 003084 вимагалося вже забезпечити евакуацію 98 тисяч чоловік: з Севастополя і Ялти — 30 тис., Феодосії — 40 тис., Керчі — 7 тис. і Євпаторії — 21 тис. осіб. За підрахунками командування флоту, наявний корабельний склад таку кількість евакуйованих прийняти здатен не був; навіть за умови використання усіх, у тому числі малотонажних, суден максимальна кількість людей, які могли б бути завантажені за сприятливих умов складала 75 тисяч осіб. За кілька днів до евакуації, 25 жовтня, командувач флотом отримав розпорядження начальника штабу Головнокомандувача № 0010446 з остаточним розподілом військ по портах для посадки: у Севастополі 20 тисяч осіб, в Керчі — 25 тисяч, у Феодосії — 13 тисяч, в Ялті — 10 тисяч, в Євпаторії — 4 тисячі. Всього 72 тисячі чоловік. Було зрозуміло, що реальна кількість військ і біженців значно перевищує визначені цифри.
Перед евакуацією білий Чорноморський флот налічував понад 100 кораблів і суден. Станом на 26 жовтня дислокація білого Чорноморського флоту до була наступна:

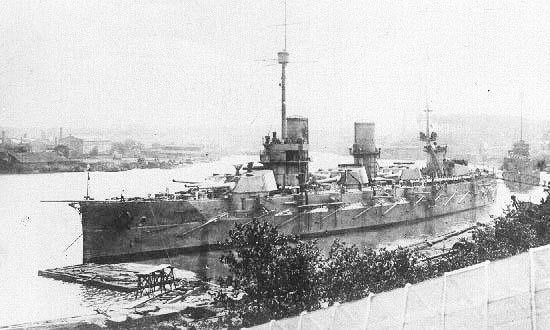
Лінкор «Генерал Алексєєв» в Севастополі

- У Каркінітській затоці — допоміжний крейсер «Буг», тральщики «Скіф» і «Язон», канонерський човен «Альма», посильне судно «Отаман Каледін», катер «Робітник», озброєні баржі Б-1, Б-2, Б-3 і Б-4.
- В Ак-Мечеті: лінійні кораблі «Генерал Алексєєв», «Георгій Побідоносець»; крейсер «Генерал Корнілов», допоміжний крейсер «Алмаз»; підводні човни «Тюлень», «Утка», «Буревісник», АГ-22; канонерські човни «Терець», «Кубанець», «Алтай», «Кавказ», Ельпідіфор-411 і Ельпідіфор-412; ескадрені міноносці «Гнівний», «Пилкий», «Строгий», «Свирепий», «Капітан Сакен», «Жаркий», «Звонкий», брандвахта «Церіго»; посильні судна «Лукулл», «Дніпровець», «Севастополь»; тральщики «Баклан», «Березань», «Іпполай»; тральні катери «Коршун», «Чигирин»; катери «Січ», «Полтава», «Мічман Ковалевський», «Смєлий», «Пушкар», «Тайфун», «Київ» і № 51; сторожові катери СК-1, СК-3, СК-5, СК-6, СК-7, СК-8; криголам «Гайдамак» і великий рятувальний пароплав «Чорномор».
- В Ялті і Феодосії: катери «Петро», «Василь», «Доброволець», «Помічник», боліндер (самохідна баржа) № 441.
- В Керчі: ескадрені міноносці «Живий», «Зоркий», канонерський човен «Кача», десантні катери «Силач», «Марія», «Меотида», «Пантікапея», «Азовець», «Дмитро», «Нікола Пашич», «Петрел», «Ногайськ», «Дружний», «Очаківський канал», тральщики «Альбатрос» і «Чорногорія», тральні катери «Стриж», «Роксана», буксирний катер «Херсонес», сторожові катери СК-11, СК-12, СК-13, СК-14, СК-15, СК-16, СК-17, СК-18, наливна шхуна «Кара-Кермен», плавуча батарея «Ростислав».
- У Азовському морі: ескадрені міноносці «Неспокійний», «Дєрзкій», канонерські човни «Страж», «Грозний», «Урал», криголами «Джигіт», «Вершник», .

До військового флоту треба додати 31 транспорт Морського відомства, а також 30 суден цивільних комерційних кампаній, мобілізованих для евакуації. Остаточно для посадки військ в портах були зосереджені наступні судна:
- Євпаторія: транспорти «Добича», № 411, № 412, пароплав «Ельпідіфор».
- Севастополь: транспорти «Ялта», «Сарич», «Ріон», «Інкерман», «Моряк», «Кронштадт», «Якут», пароплави «Херсон», «Бештау», «Саратов», «Олександр Михайлович», «Херсонес», «Дооб», «Осторожний», «Київ», «Генерал Рузський», «Неожиданий», «Псезуапе», «Зоря», «Румянцев», «Арарат», французькі пароплави «Сіам», «Сежет», норвезький пароплав «Модіг», грецький пароплав «Сфінос», польський пароплав «Полонія».
- Ялта: транспорт «Крим», пароплави «Цесаревич Георгій», «Русь», «Хрісі», «Костянтин», італійський пароплав «Корвін».
- Феодосія: транспорт «Дон», пароплави «Володимир», «Корнілов», «Аскольд», «Петро Регір».
- Керч: транспорти «Катеринодар», «Поті», «Самара», пароплави «Мєчта», «Дихтау», «Харакс», «Росія», парові шхуни «Алківіадіс», «Пандія», «Яків», «Павло», «Астрея», «Фенікс», «Фанагорія».

Старшими морськими начальниками в портах завантаження 27 жовтня 1920 року були призначені: у Євпаторії контр-адмірал Кликов, Ялті — контр-адмірал Левицький, Феодосії — капітан 1 рангу Федяєвський, в Керчі — командир 2-го загону суден контр-адмірал Беренс.
Стан флоту, як військового, так і комерційного, в Криму у 1920 році був незадовільний. Військовий флот являв собою залишки Чорноморського Імператорського флоту, які з початку Громадянської війни побували під українським прапором, переходили з рук в руки більшовиків, німців і союзників. Станом на середину 1920 року абсолютно всі вони потребували капітального ремонту, а частина військових суден являли собою розграбовані, в більшості випадків з підірваними британцями в квітні 1919 року машинами, а тому абсолютно непридатні, остови суден.
Особовий склад також був не найкращим. Кількість офіцерського складу була достатньою для укомплектування бойових кораблів, але на практиці цього не було. Далеко не всі кораблі були повністю укомплектовані кадровими флотськими офіцерами, значною мірою комплектування здійснювалося з офіцерів воєнного часу і офіцерів Корпусу корабельних офіцерів, переважно з приведених в офіцери колишніх кондукторів флоту різних спеціальностей і сухопутних офіцерів без необхідних знань і досвіду корабельної служби. Відчувався брак в офіцерах середнього службового стажу — лейтенантів і старших лейтенантів. Суднові команди доводилося набирати самим командирам, адже Чорноморський флотський екіпаж міг давати тільки новобранців, а спеціальні школи не встигали випускати фахівців в такий термін: екіпажі являли собою надзвичайно строкатий склад. Справжніх матросів практично не було, більшість становили гімназисти, кадети, студенти, майстрові, а також солдати і офіцери, що під різними приводами ухилялися від фронту.

### Евакуація, перехід в Константинополь
28 жовтня (10 листопада) 1920 більшовики захопили Перекоп. О четвертій ранку Врангель віддав наказ по флоту про евакуацію. 31 жовтня (13 листопада) 1920 в Севастополі розпочалося завантаження на транспорти військ, що прибули з Сімферополя ешелонами. У цей час білий фронт в Криму відступав майже без зіткнення з противником. Вранці 14 листопада Врангель і командувач флотом, начальник Морського відомства контр-адмірал Кедров об'їхали на катері в Севастопольській бухті завантаження суден, що закінчувалося, після чого кораблі знялися з якоря. Вранці 12 липня кораблі з Севастополя прибули до Ялти, де завантаження теж закінчилося. Вдень флотилія на чолі з крейсером «Генерал Корнілов», на борту якого були Врангель і Кедров, рушила на Феодосію. За російським флагманом прямував командувач французькою ескадрою контр-адмірал Дюменіль на крейсері «Вальдек-Руссо» у супроводі міноносця. Вранці 16 листопада судна встали на якір в Феодосійській затоці. Врангель прийняв радіо, що в Керчі завантаження теж успішно завершується. З 13 по 16 листопада з Севастополя, Євпаторії, Керчі, Феодосії, Ялти вийшло 126 суден, на яких прямувало в Константинополь 145 693 осіб, не рахуючи суднових команд, у тому числі близько 10 тисяч офіцерів та 2 тисячі солдатів регулярних частин, 15 тисяч козаків, 10 тисяч юнкерів військових училищ, понад 7 тисяч поранених офіцерів, 35-40 тисяч офіцерів і чиновників тилових установ та 55-60 тисяч цивільних осіб, значну частину з яких складали сім'ї офіцерів і чиновників.

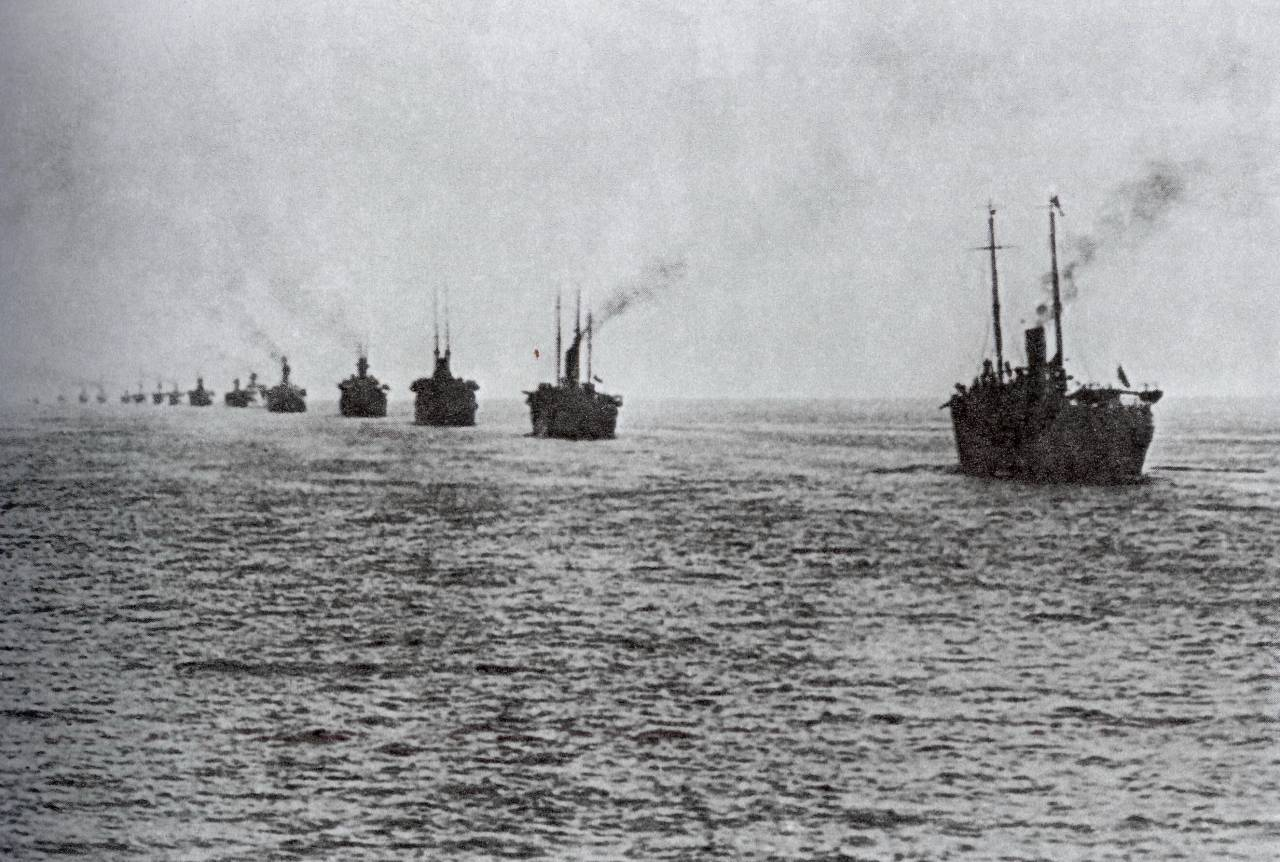
Кораблі Чорноморського флоту залишають Крим. 28 жовтня 1920 року

Після об'єднання в точці збору, кораблі і судна рушили курсом на Константинополь. Перехід штормовим Чорним морем був важким випробуванням. До Османської імперії не дійшли ескадрений міноносець «Живий», який затонув на переході (загинуло семеро членів команди і 250 пасажирів, переважно офіцерів Донського полку), і катер «Язон», що йшов на буксирі пароплава «Ельпідіфор»: вночі команда обрубала буксирні кінці і повернулася в Севастополь. Однак у середині листопада майже всі судна стали на якір на рейді мису Мода в Константинополі.
У перші ж дні після прибуття флоту в Османську імперію в константинопольському порту на крейсері адмірала Дюменіля пройшла російсько-французька нарада офіційних осіб, на якій французи заявили, що їхня країна бере під своє заступництво громадян Російської імперії, що евакуювалися з Криму, а в забезпечення своїх витрат приймає в заставу російський військовий і торговий флот. Таким чином, подальша доля залишків Чорноморського флоту опинилася в руках французького уряду.
Більшість цивільних біженців залишилася в Османській імперії, звідки частина подалася до Королівства Сербів, Хорватів і Словенців та Болгарського царства. Стройові козачі частини за наказом Врангеля були переформовані і зведені в три корпуси: 1-й армійський під командуванням генерала Кутєпова, Донський під командуванням генерала Абрамова і Кубанський під командуванням генерала Фостікова. В Донський корпус, крім донських козачих частин, увійшли Терсько-Астраханський козачий полк і Зюнгарський калмицький полк. За домовленістю з французькою владою 1-й армійський корпус був розташований в районі Галліполі (Османська імперія). Донський корпус і частина донських цивільних біженців — в чаталджинських таборах у 75-100 км від Константинополя: Чилингір, Хадема-Кіой, Санджак-Тепе і Кабакджа, а кубанці і частина чинів Донського корпусу, в тому числі і Атаманське військове училище, розташувалися на острові Лемнос (Греція).
За кілька днів французький уряд ухвалив рішення направити російські кораблі до французької військово-морської бази Бізерти в Північній Африці. 21 листопада 1920 наказом Врангеля за № 11 Чорноморський флот був перейменований в Російську ескадру, яка складалася з чотирьох загонів кораблів. Командувачем ескадрою був призначений старший флагман Михайло Олександрович Кедров, якому було присвоєне військове звання віце-адмірал, начальником штабу — контр-адмірал Микола Миколайович Машуков.
Більшість пароплавів, частина допоміжних військових суден була демобілізована. Розформовані також такі, що стали непотрібними, флотські служби і установи.
8 грудня перші кораблі Російської ескадри почали залишати Константинополь, взявши курс на Бізерт. Флот ішов під ескортом кораблів ВМС Франції, з французькими прапорами на щоглах і Андріївським на кормових флагштоках — за міжнародним правом кораблі більше не належали самостійній державі. Перехід ескадри з Константинополя в Бізерту здійснювався в два етапи. Перші чотири дивізіони прийшли до Тунісу в кінці грудня 1920 року, інші два — у січні-лютому 1921.

## Російська ескадра в Бізерті

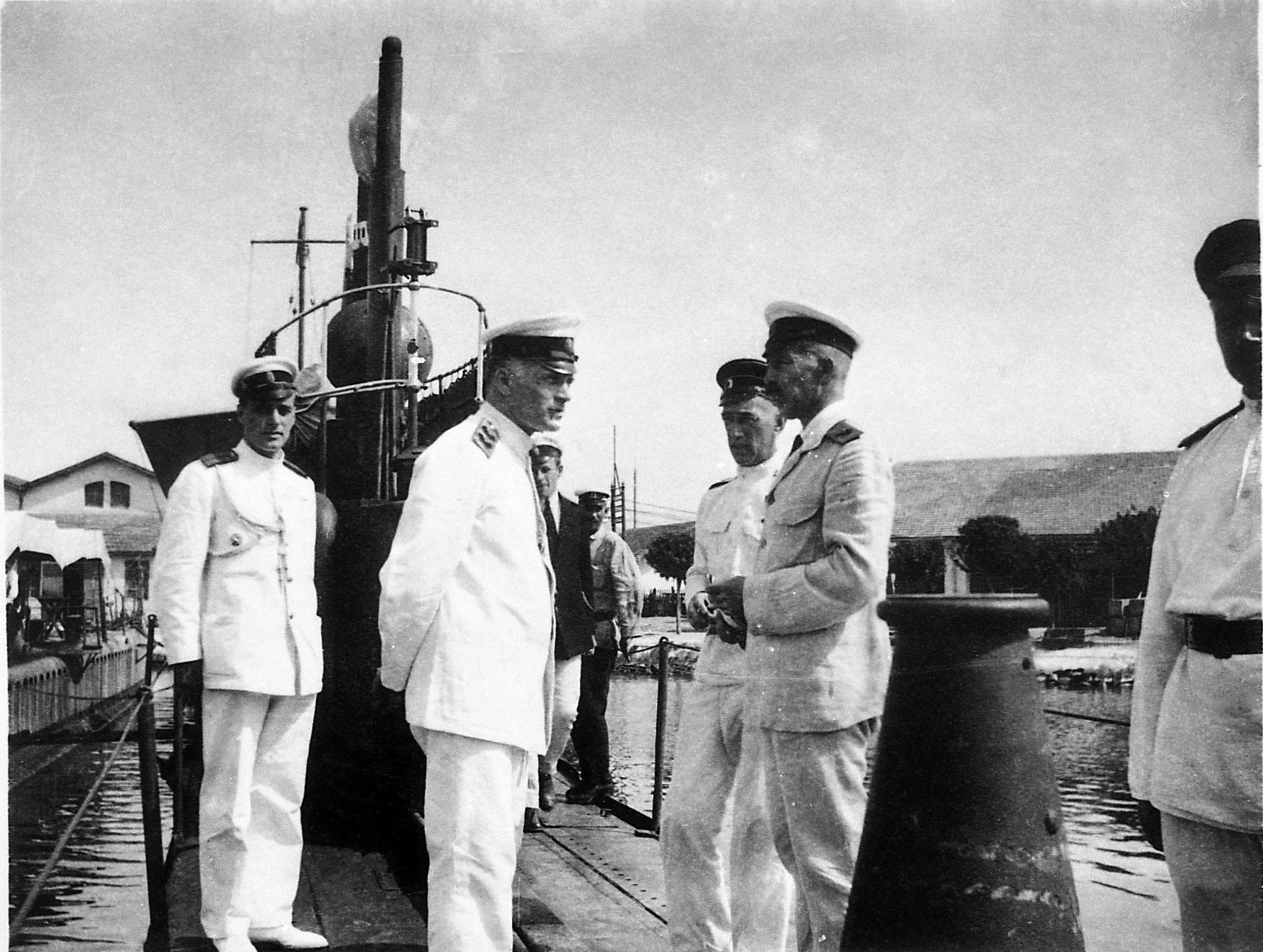
Віце-адмірал М. О. Кедров, контр-адмірали М. А. Беренс і О. І. Тіхмєнєв на підводному човні «Тюлень» у Бізерті. Липень 1921

### Бізертська ескадра
21 грудня 1920 до Бізертської бухти зайшов паровий пакетбот «Великий князь Костянтин». На борту судна, крім команди, було багато цивільних осіб, серед яких історик Микола Кноррінг. У середині лютого 1921 року в Бізерту прибула вся ескадра з 33 кораблів і суден, на яких було 6388 осіб, у тому числі 1000 офіцерів і кадетів, 4000 матросів, 13 священиків, 90 лікарів і фельдшерів та 1000 жінок і дітей. Російський флот став на якір біля південного берега вузької частини Бізертського каналу і в бухті Каруба.
З приходом в Бізерту відбулися насамперед докорінні зміни в штабі ескадри: 31 грудня 1920 виконувачем обов'язки командувача ескадрою був призначений контр-адмірал Михайло Андрійович Беренс, начальником штабу — контр-адмірал Олександр Іванович Тіхмєнєв, старшим флаг-офіцером — мічман Андрій Борисович Лесгафт, офіцером для зв'язку з морським префектом — старший лейтенант Юрій Всеволодович Соловйов, флагманським інженером-механіком — генерал-майор Володимир Григорович Максименко.
Місцева влада прийняла російську ескадру холодно. Кораблі разом з усіма офіцерами, матросами і цивільними особами, що були на них, поставили в карантин. Спостереження за нею вели з французьких сторожових катерів і патрулі на березі. Гирло каналу заблокував дредноут «Франс». Керівник служби безпеки в Тунісі звернувся до французького керівництва з проханням посилити поліцейську службу політичної безпеки Бізерти. Спеціально для нагляду за росіянами з Франції в Туніс прибули кілька агентів.
В карантині ескадра простояла близько місяця. За цей час французами було ухвалено рішення розпочати підготовку таборів біженців для колишніх громадян Російської імперії. Французьке морське керівництво абсолютно не втручалось у внутрішній розпорядок ескадри. Всі розпорядження передавалися через командувача ескадрою контр-адмірала Беренса. На усіх прибулих французами виділялося грошове і продовольче забезпечення. Провіант росіянам постачався зі складів французької армії, а також американським і французьким національними товариствами Червоного Хреста. З часом кількість пайків і їх розміри почали скорочуватися, а асортимент — погіршуватися. Французи також виплачували морякам символічну платню в розмірі від 10 франків рядовим матросам до 21 франка для командира корабля у званні капітана 1 рангу.
У січні 1921 біженці, що бажали повернутися на Батьківщину, направились у зворотній путь на пароплаві «Великий князь Костянтин» — «Костянтин» прибув в Константинополь. З березня того ж року почався вивід кораблів і суден ескадри в резерв та консервація їх для довготривалого зберігання, скорочення чисельності особового складу. Консервації підлягали лінкор «Генерал Алексєєв», крейсер «Генерал Корнілов», транспорт «Кронштадт», ескадрені міноносці «Дєрзкій», «Беспокойний» і «Пилкий». До січня 1922 року на ескадрі продовжувало служити близько 1500 осіб, а до літа того ж року — до 500. У жовтні 1922 року морський префект Бізерти отримав наказ скоротити особовий склад Російської ескадри до 200 моряків. Це було рівнозначно її ліквідації. В ході переговорів, що тривали кілька днів, було дозволено залишити 348 осіб. 7 листопада було призначено списання, причому, морський префект наполягав на якнайшвидшому проведенні цього заходу. До кінця 1922 року усі моряки ескадри були списані на берег.
В Бізерті стан російського флоту залишався жалюгідним. Кораблі були розбиті, механізми зіпсовані, а гармати розхитані. Грошей на відновлення й ремонт не було. Тим часом до складу ескадри, поряд з морально застарілими, входили і передові на той час бойові кораблі і судна забезпечення. Найсучаснішим судном ескадри вважався транспорт-майстерня «Кронштадт». Під час Першої світової війни за кількістю відремонтованих кораблів він конкурував з Севастопольським адміралтейством. Флагман ескадри — лінкор «Генерал Алексєєв» був одним з найсучасніших кораблів того часу, гідрокрейсер «Алмаз» був одним з перших авіаносних кораблів Російського флоту з «літаючої човном» на борту. Ескадрені міноносці типу «Новік» — «Беспокойний», «Гнівний», «Дєрзкий», «Пилкий», «Поспішний» були першими в російській флоті серійними турбінними есмінцями. Підводні човни — останніх проектів. Ще з Константинополя контр-адмірал Дюменіль доповідав у Париж: «Найбільший інтерес для нас представляють новий 23-тисячотонний „Алексєєв“, корабель-майстерня „Кронштадт“ і великі міноносці».

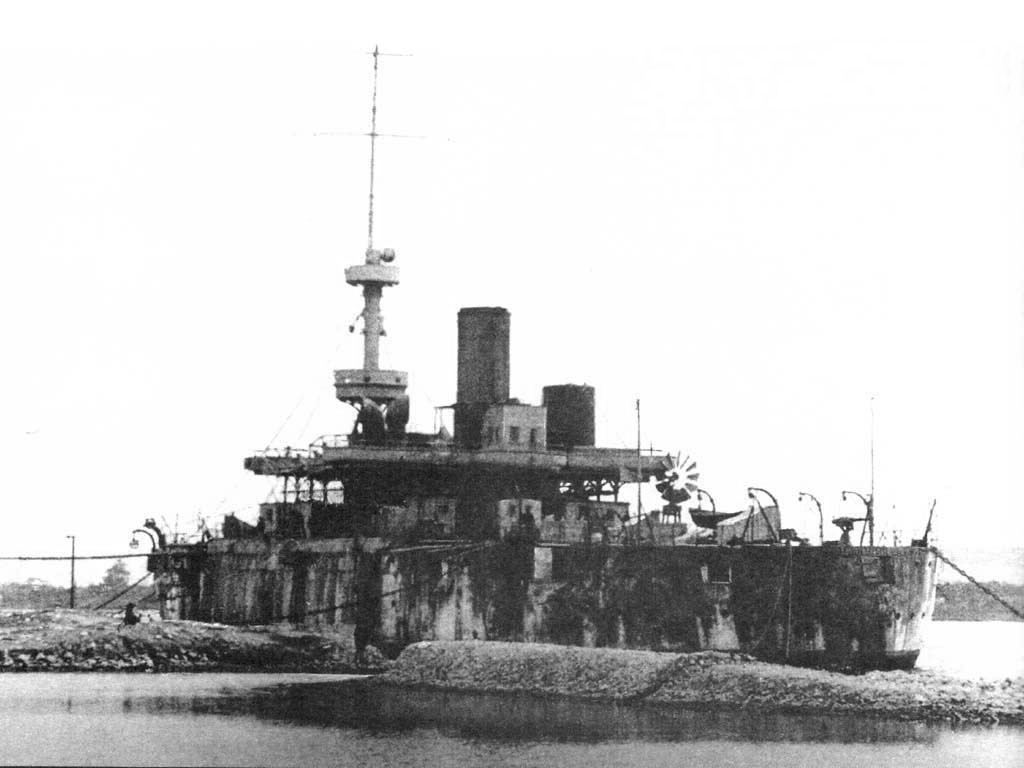
Броненосець «Георгій Побідоносець» на внутрішньому рейді Бізерти. Кінець 1920-х

Аби покрити витрати на утримання ескадри, у 1921 році ВМС Франції була передана плавмайстерня «Кронштадт» (перейменована на «Вулкан»). На початку 1922 були продані Франції ще два транспортні судна — криголам «Ілля Муромець» став французьким мінним загороджувачем «Поллукс», морське міністерство Франції придбало і недобудований танкер «Баку». Протягом року подібна доля спіткала «Добичу», «Гайдамака», «Голланда», «Китобоя», «Всадника», «Якута» і «Джигіта» та інші судна — всього флот міністерства торгового мореплавання Франції поповнився дванадцятьма плавзасобами. Згодом частина з них була перепродана французами в Італію, Польщу, Естонію. Зокрема італійським судновласникам дісталися транспорти «Дон» і «Добича», мальтійським — посильне судно «Якут». Однак наприкінці 1924 року в Бізерті ще залишалася приблизно половина ескадри.
28 жовтня 1924 Франція офіційно визнала Радянський Союз. Про це морякам Бізертської ескадри, що зібралися на «Дєрзкому», повідомив особисто французький морський префект адмірал Ексельманс. Наступного дня, 29 жовтня о 17.25 за місцевим часом на кораблях ескадри були спущені Андріївські прапори, а 30 жовтня ескадра оголошена розформованою.
У грудні 1924 року до Бізерти прибула радянсько-французька технічна комісія, очолювана з радянської сторони відомим кораблебудівником академіком Академії наук СРСР Олексієм Миколайовичем Криловим і військово-морським аташе у Великій Британії Євгеном Андрійовичем Беренсом (рідним братом командувача ескадрою Беренса Михайла Андрійовича). Комісія мала здійснити оцінку технічного стану кораблів ескадри і визначити можливість їх повернення. Після ретельного огляду кораблів і суден був складений список тих кораблів, які мали бути передані СРСР. До нього увійшли лінкор «Генерал Алексєєв», шість есмінців, чотири підводні човни. Оскільки не всі кораблі були в технічно задовільному стані, комісія висунула до французів вимогу провести на них необхідні ремонтні роботи.
Під час роботи комісії виник ряд економічних і політичних перешкод: сторони не дійшли згоди, за чий рахунок повинен здійснюватись ремонт суден перед їх відправкою в СРСР. Французи готувати кораблі до транспортування категорично відмовились. З іншого боку, виникла проблема повернення імператорських боргів, виплату яких від Радянського Союзу, як правонаступника Російської імперії, вимагали союзники Росії по Першій світовій війні — було запропоновано, якщо СРСР відмовиться від їх обслуговування, реквізувати флот в Бізерті в рахунок погашення цих боргів. Проти передачі кораблів СРСР в Лізі Націй виступила група чорноморських і балтійських країн, а також Велика Британія, які остерігалися радянської агресії. Від імені російської еміграції з різким протестом виступив барон Врангель. В результаті діяльність комісії виявилася безплідною — Франція відмовилася передавати кораблі Радянському Союзу, і вони так і залишилися у Бізерті.
Російські кораблі простояли в Бізерті ще майже шість років. Позбавлені необхідного повсякденного обслуговування і ремонту, судна, незважаючи на спроби консервації машин і механізмів, поступово втрачали бойові і морехідні якості. Частину з них французи встигли продати тим чи іншим країнам. Інші були розібрані на брухт. Агонія ескадри тривала понад одинадцять років — останнім з великих кораблів у 1934 році був розібраний «Генерал Алексєєв». З його зникненням завершилася трагічна епопея російської ескадри в Бізерті, однак його дванадцять 305-міліметрових гармат, які після демонтажу зберігалися на арсеналі Сіді-Абдалла, знайшли останнє застосування в боях Другої світової війни.

### Російська колонія в Тунісі
На африканську землю моряки ескадри ступили не відразу: з приходом в Бізерту кораблі Російської ескадри були поставлені в карантин — схід на берег був заборонений, кораблі охоронялися туніськими вартовими. Тим часом французькою владою було ухвалено рішення розпочати підготовку семи таборів біженців в Бізерті, Табарці і Монастирі . Після карантину росіянам не заважали сходити на берег. Почалося розсіювання російської діаспори Тунісом. Багато хто почали залишати цю країну, головним чином через відсутність можливості знайти роботу. В першу чергу виїжджали ті, у кого були родичі в США, Європі чи Австралії. Вони мали можливість отримати матеріальну підтримку для оплати дороги, а також для обживання на новому місці. Велика кількість колишніх громадян Російської імперії з Тунісу подалася до Франції, яка потребувала робочої сили і охоче приймала емігрантів, в основі своїй знаючих французьку мову, освічених, здатних відразу ж включитися в активне життя. Так за 1921 рік у Францію виїхало понад три тисячі осіб з числа прибулих з ескадрою.
Біженці були розміщені в таборах Айн-Драхам, Табарка, Монастир, Надор, Papa. Найбільший був у Надорі, великому плато недалеко від Бізерти. У таборах біженців розташували більше тисячі людей. Хворі моряки були відправлені у французький морський госпіталь, а сім'ї членів екіпажів ескадри влаштовані в спеціальних таборах, частина з них залишилися проживати на кораблях. У червні 1921 року в таборах навколо Бізерти і в глибині країни налічувалося 1200 чоловік. Значна частина вимушених емігрантів влаштувалися сільськогосподарськими робітниками на навколишніх фермах. В квітні і травні 1921 місцева адміністрація і приватні особи взяли на службу близько половини біженців з імператорської Росії: на землеробські роботи — 2050, техніками — 100, робітниками в копальні — 80. До 100 жінок влаштувалися гувернантками або прислугою.

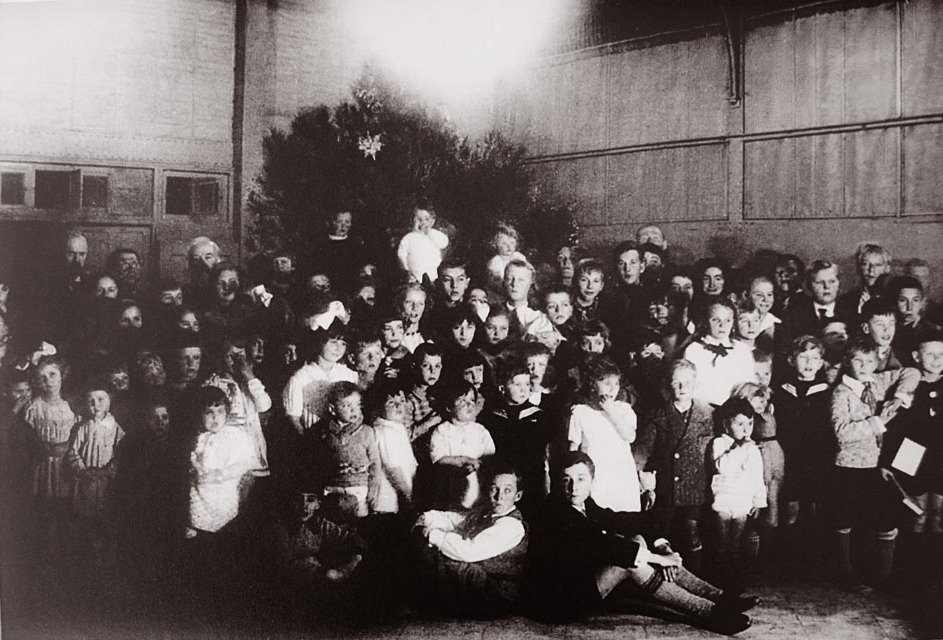
Діти російських емігрантів біля різдвяної ялинки в Бізерті. Туніс. Початок 1930-х років

У старому форті Джебель-Кебір на горі Ель-Кебір у трьох кілометрах від Бізерти був розміщений Морський корпус, евакуйований на кораблях ескадри з Севастополя. На базі викладацького і кадетського складу Севастопольського морського корпусу, за згодою і за матеріальної підтримки французької влади, була організована військово-морська школа. Після переселення з лінкора «Алексєєв» в корпусі значилося 17 офіцерів-екстернів, 235 гардемаринів, 110 кадетів, 60 офіцерів і викладачів, 40 осіб команди і 50 членів родин. Директором цього училища був призначений віце-адмірал Олександр Михайлович Герасимов. Підготовка молодших офіцерів і гардемаринів почалася з 1921 і тривала до 1925 року. Завдяки сприянню французького морського префекта адмірала Ексельманса, останній випуск Морського корпусу відбувся вже після розформування ескадри 6 травня 1925 в таборі Сфаят. 25 травня 1925 року вважається днем остаточної ліквідації Морського корпусу. У корпусі заняття чергувалися з парадами, були організовані гуртки та офіцерські курси. Щорічно відбувалися випуски кадетів та їх призначення в корабельні гардемарини. Багато випускників згодом виїхали до Європи, де вступили до вищих навчальних закладів, переважно в Чехословаччині.
Перебування в Бізерті моряків Російської ескадри значно змінило уклад життя містечка і мало великий культурний вплив. Була збудована православна церква, влаштований театр, де стали давати концерти і проводити лекції та бали. З літа 1921 письменник і історик, капітан 2 рангу Нестор Монастирьов почав видавати літографічний журнал з історії флоту «Бізертинський морський збірник». «Морській збірник», який вийшов числом 26, розсилався також у сімнадцять країн, в тому числі у Радянську Росію. Крім того, з січня по квітень 1922 видавався науково-практичний «Журнал гуртка морського училища».
Більшість росіян осіли в столиці Тунісі і в Бізерті, адже на той час це було багатонаціональне місто-порт, інтеграція в якому не представляла великої складності. У Бізерті мешкало багато європейців — французів, італійців, мальтійців. Моряки Бізертської ескадри оселилися в кварталі «Маленька Сицилія» поруч з італійцями та мальтійцями. Що стосується місцевого арабського населення, то біженці з імперії були сприйняті ним спочатку як зовсім чужі, але поступово до них звикли, настороженість пропала. Місцеві жителі стали називати емігрантів «ле рюс блан» (фр. le russe blanc — білі росіяни). Це прізвисько збереглося в Тунісі і в наші дні, однак сьогодні мало вже хто пам'ятає його походження.
1924 року, коли Франція визнала Радянський Союз, в еміграції в Тунісі відбулись значні зміни: згідно з розпорядженням французької влади неодмінною умовою для прийому на роботу стала наявність французького громадянства. Це ставило емігрантів перед серйозним моральним вибором. Ті, хто не прийняв французького громадянства, з жовтня 1924 стали апатридами, що позбавляло їх будь-яких громадянських прав і соціальних гарантій. До цього часу в Тунісі залишалося вже не більше 700 колишніх російських біженців.
Майже усі останні представники російської колонії, з тих, що потрапили в Туніс на початку 1920-х, залишили країну разом з більшістю європейців наприкінці 1950-х, після отримання Тунісом незалежності від Франції.

### Культурні і історичні пам'ятки

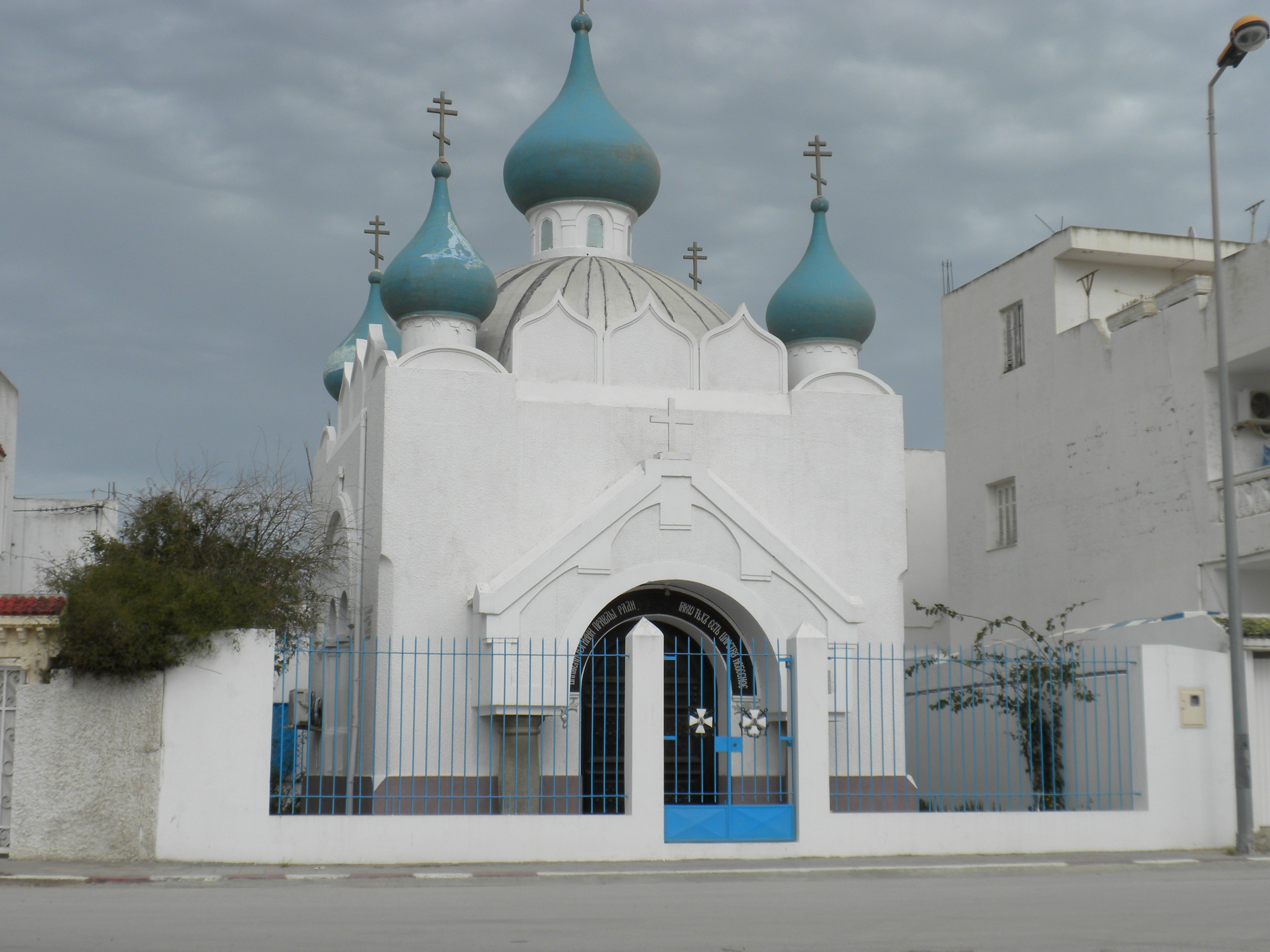
Храм Олександра Невського в Бізерті

У 1922 році російськими емігрантами в Тунісі, в будинку № 60 по вулиці Сельєр, де мешкав з родиною отець Костянтин Михайлівський, була обладнана домашня церква, яка отримала назву Воскресіння Христового. По мірі списання кораблів ескадри до неї привозили церковне начиння з кораблів.
Згодом емігранти вирішили збудувати новий, повноцінний, храм, яким увічнити пам'ять про кораблі. До ідеї з розумінням поставилося французьке командування в Бізерті, і з повного його схвалення в 1930 році був створений комітет зі спорудження пам'ятника-каплиці Російській ескадрі. Комітет оголосив про збір коштів на купівлю ділянки землі і подальше будівництво храму-пам'ятника. Храм будувався за проектом і під керівництвом військового інженера, полковника Сухаржевського. 10 жовтня 1937 в Бізерті відбулася урочиста закладка храму-пам'ятника кораблям Російської ескадри, а вже 10 вересня 1938 протоієрей Костянтин Михайлівський освятив храм Святого Благовірного Князя Олександра Невського. На архітектурні прикраси цієї церкви пішло багато речей з проданого на лом в 1936 році останнього корабля ескадри, лінкора «Генерал Алексєєв»: корабель купив російський інженер і купець Клягін, який передав його корабельні якорі, люстри, мармурові плити комітету зі спорудження храму-пам'ятника. Церква прикрашена корабельними іконами, а царські врата завішані кормовим прапором з броненосця «Георгій Побідоносець». Першим настоятелем храму був протоієрей Іоаникій Полєтаєв. У 1950 році в церкві встановлена мармурова дошка, на якій вирізані імена усіх кораблів, що прийшли з Криму в африканські води у 1920 році.
У 2006 році майдан, де розташований храм Олександра Невського, був названий площею Анастасії Ширинської на честь громадської діячки, старійшини російської громади в Тунісі Анастасії Ширінської-Манштейн (до речі, уродженки Рубіжного на Луганщині).

## Примітка
1. ↑  Тут і далі до розформування ескадри  дати подані старим стилем: у ЗСПР діловодство велося за юліанським календарем.

## Історичні документи/першоджерела
Історичні документи, які висвітлюють історію ескадри, були у 1993 році передані Американо-російським культурно-просвітницьким благодійним товариством «Родина» (місто Лейквуд, штат Нью-Джерсі, США) були передані Центральному музею Радянської Армії в Москві:
- Наказ Головнокомандувача Російської армією № 4187
- Наказ Головнокомандувача Російської армією № 6793
- Наказ командувача Російської ескадрою від 07.12.1920